# Lars Kozlowski
Lars Kozlowski (...) è un giocatore di football americano tedesco, che gioca come runningback per gli Schwäbisch Hall Unicorns.